# Stylocynus paranensis
Stylocynus paranensis és una espècie de marsupial sud-americà extint que visqué durant el Miocè superior. Se n'han trobat restes fòssils al Brasil.